# Šimširovke
Šimširovke (lat. Buxaceae), biljna porodica u redu Buxales. To je mala porodica široko rasprostranjenog grmlja, drveća ili ponekad bilja sa zimzelenim lišćem i cvjetovima bez vjenčića i jajnikom s 3 lokula. Ime je dobila po rodu šimšir (Buxus), otrovnih i vazdazelenih grmova. Od 128 priznatih vrasta rodu Buxus pripada 98. Najpoznatija vrsta je vazdazeleni šimšir (B. sempervirens) s više kultivara angustifolia, suffruticosa i drugi.
Šimšr sadrži u sebi alkaloide buksin, parabuksin i buksidin koji izazivaju povraćanje, proljeve, grčeve, drhtanja, a konačno i smrt. Životinje koje brste njegov list također ugibaju nedugo nakon toga.
Od drugih rodova koji pripadaju ovoj porodici su pahisandra (Pachysandra), vazdazelene puzeće trajnice i polugrmovi, s ukupno 3 vrste; božićni šimšir (Sarcococca), mirisni vazdazeleni grmovi.

## Rodovi
1. Subfamilia Buxoideae Beilschm.
  1. Buxus L.  (104 spp.)
2. Subfamilia Pachysandroideae Record & Garrett
  1. Haptanthus Goldberg & C. Nelson (1 sp.)
  2. Pachysandra → Michx. (3 spp.)
  3. Sarcococca Lindl. (15 spp.)
  4. Styloceras Kunth ex A. Juss. (6 spp.)

Rod Didymeles Thouars po nekima pripada vlastitoj porodici Didymelaceae Leandri.